# Haim Greenberg
Haim Greenberg (în idiș ‏חײם גרינבערג‎‏‎, în rusă Хаим Гринберг, transliterat: Haim Grinberg, în engleză Hayim Greenberg; n. 1 ianuarie 1889, Todirești, raionul Ungheni, Republica Moldova – d. 14 martie 1953, New York City, New York, SUA) a fost scriitor, jurnalist, traducător, profesor și editor american, evreu născut în Basarabia. A fost teoreticianul și liderul partidului muncitoresc socialist evreu „Poalei Sion” din Statele Unite. A scris în principal în idiș.

## Biografie
S-a născut în satul Todirești (acum în raionul Ungheni, Republica Moldova) din județul  Bălți, gubernia Basarabia (Imperiul Rus). A crescut în târgul Călărași (acum oraș și centru raional din R. Moldova), unde a primit o educație religioasă tradițională. Tatăl său, Ițhok-Meer Grinberg, se ocupa cu comerțul de cereale și publica în periodicele ebraice basarabene, inclusiv în ziarul Gamelitz, era adept al mișcării iluministe Haskala.
La vârsta de 15 ani, a plecat la Chișinău, unde a devenit adept al ideilor sionismului și unul dintre organizatorii și activistul organizației de tineret Ceirei Sion („Tineretul Sionului”, 1903), pentru care a scris (cu participarea lui A.I. Golani-Iagolnitser) așa-numitul „program Dubăsari” (publicat în rusă în ziarul 'Хроника еврейской жизни („Cronica vieții evreiești”) din Chișinău, în ianuarie 1906. A arătat abilități oratorii. A locuit o perioadă la Odesa, iar din 1914 la Moscova, unde a editat revista Рассвет („Răsărit”), iar după ce a fost închisă de cenzură, săptămânalul Еврейская жизнь („Viața evreiască”). În această perioadă s-a alăturat menșevicilor. A luat parte la editarea unei serii de colecții literare și artistice colective, publicate în principal de editura Safrut, mai întâi la Petrograd, apoi la Berlin. A publicat o carte cu traduceri ale articolelor lui Ahad Ha'am (1916).
În 1917, a făcut traduceri interliniare din ebraică a poeziilor lui Vladislav Hodasevici, care au fost incluse în carteaЕврейская антология: сборник молодой еврейской поэзии („Antologia evreiască: o colecție de poezie tânără evreiască”) editată de Hodasevici și Leib Yaffe la Moscova în 1918. După Revoluția din Octombrie, a predat literatură evreiască medievală și tragedie greacă la Universitatea din Harkov, a editat revista ebraică Kadima („Înainte”) din Kiev.
În 1921 a plecat la Berlin, unde a fost redactorul săptămânalului Ha-Olam („Pace”, revista oficială a Organizației Sioniste Mondiale) și al revistei lunare Atidenu („Viitorul nostru”).
În 1924 a emigrat în Statele Unite, unde a devenit redactorul principalului organ al Partidului Sionist Laburist din America – Der Yidisher Kemfar („Luptătorul evreu”), publicat în idiș, iar din 1934 redactor al The Jewish Frontier („Frontul evreiesc”), publicat de The League for Labour Palestine în engleză; a editat ambele ediții pentru tot restul vieții sale. Din același 1934, a devenit membru al Comitetului Central al Organizației Sioniste a Muncitorilor din America. În timpul celui de-al doilea război mondial, a condus comitetul executiv al Consiliului extraordinar sionist al Americii și, din 1946 a fost director al Departamentului pentru Educație și Cultură al Comitetului executiv al Agenției Evreiești din Statele Unite. În 1946 a publicat un volum selectat de lucrări ale poetului Haim Nahman Bialik scrise în idiș, cu propria prefață și comentariu. În 1952 a fondat Institutul Seminarului Israel la Seminarul Teologic Evreiesc din New York.
Toate posturile administrative deținute de Greenberg erau mai degrabă simbolice decât organizatorice, pentru că era angajat în principal în activități ideologice, a publicat numeroase lucrări de program și teoretice și și-a câștigat reputația de principal teoretician al evreilor seculari din Statele Unite. Eseurile sale au câștigat o importanță deosebită în legătură cu criza generală a vieții evreiești seculare a țării în perioada postbelică, cu distrugerea centrelor evreiești tradiționale din Europa.
La Ierusalim a fost organizat un institut al profesorului, care îi purta numele.

## Lectură
- Hayim Greenberg anthology (Marie Syrkin; 1968)  Arhivat în 5 februarie 2012, la Wayback Machine.
  - Greenberg, Hayim, 1889-1953. Anthology. Selected and with an introd. by Marie Syrkin. Detroit, Wayne State University Press, 1968. 342 p. 21 cm. Library of Congress Control Number 68013147
    - Review by Arthur Hertzberg in Commentary, Vol. 48, No. 3, September 1969 Hertzberg, Arthur
- Hayim Greenberg, "Sabbatai Zevi- The Messiah as Apostate," in Voices from the Yiddish, ed. Irving Howe and Eliezer Greenberg, pp. 148–160
- Carole Kessner's The "Other" New York Intellectuals offers a wider view of this Jewish intellectual scene from the 1920s through the 1950s.
- Eli Lederhendler “Hayim Greenberg,” in John A. Garraty and Mark C. Carnes (eds.), American National Biography (New York: Oxford University Press, 1999), vol. 9: 516-518
- Rafael Medoff"Retribution Is Not Enough": The 1943 Campaign by Jewish Students to Raise American Public Awareness of the Nazi Genocide Holocaust and Genocide Studies 1997 11(2):171-189;
- A Tale of Two Critics Stephen J. Whitfield; American Jewish History, Vol. 86, 1998